# Lernī
Lernī (persiska: لرنی, لِرنی) är en ort i Iran.   Den ligger i provinsen Västazarbaijan, i den nordvästra delen av landet, 600 km väster om huvudstaden Teheran. Lernī ligger 1 480 meter över havet och antalet invånare är 373.
Terrängen runt Lernī är kuperad. Runt Lernī är det ganska tätbefolkat, med 185 invånare per kvadratkilometer. Närmaste större samhälle är Urmia, 16,3 km öster om Lernī. Trakten runt Lernī består i huvudsak av gräsmarker.